# Bajonet

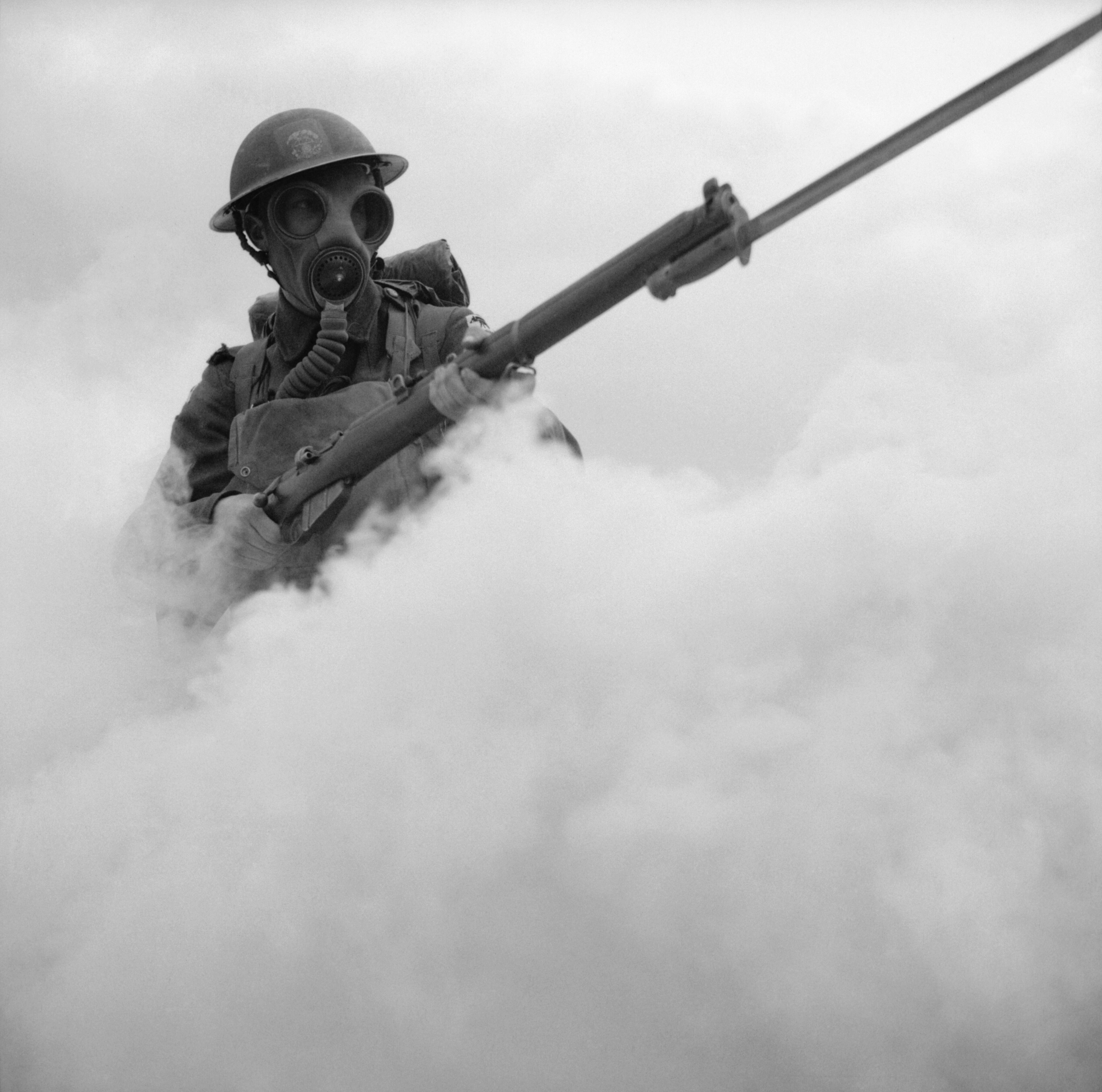
Britský pěšák v roce 1941 s bajonetem vzor 1907 na pušce SMLE No.1

Bajonet (z francouzského slova „baïonnette“) případně bodák, dříve i bodlo, je bodná, případně i sečná zbraň podobná noži nebo dýce, upevňovaná k hlavni dlouhé ruční palné zbraně zejména pušky, aby jí bylo možno v případě potřeby použít k napadení nepřítele nebo obraně nositele této palné zbraně. V současnosti jde o zbraň spíše zřídka a většinou pouze nouzově využívanou (povětšinou když dojde munice a je nutno bojovat primitivními manuálními technikami v soubojích muže proti muži, takový souboj je obvykle veden nejen bajonety či noži, ale i polními lopatkami či jinými vhodnými předměty). Moderní bajonety mohou většinou plnit i jiné funkce, například bojového nože nebo nůžek na stříhání drátu.

## Vznik a vývoj

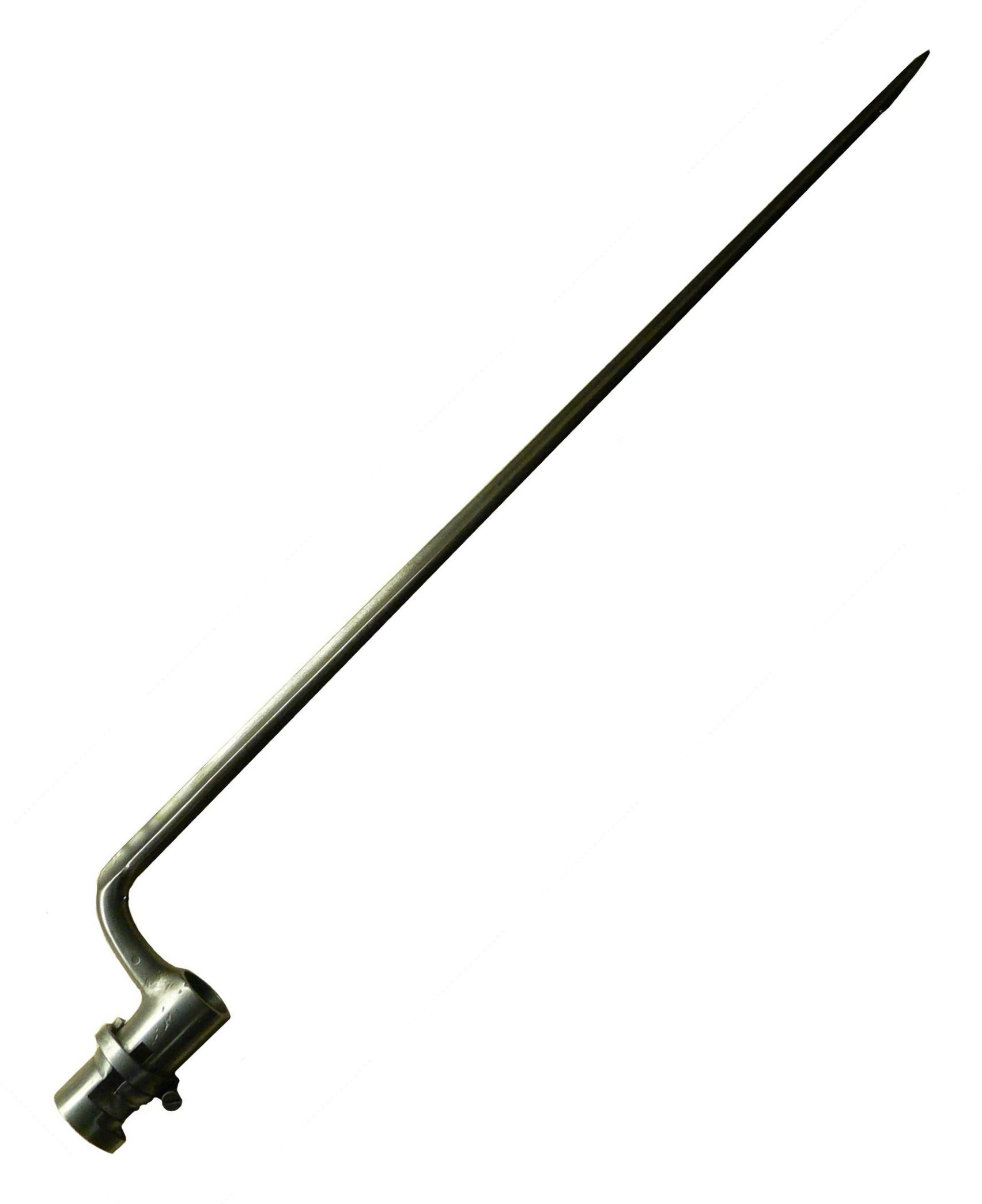
Tulejový bajonet z 19. století

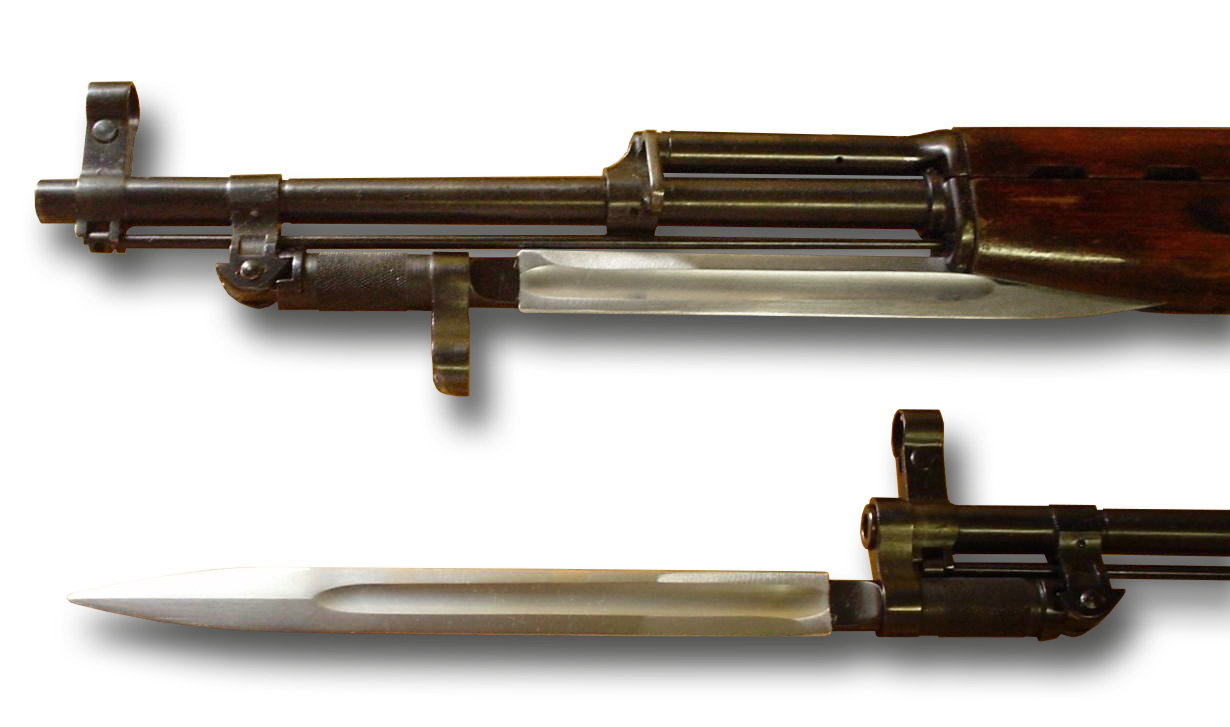
Sklopný bajonet pod hlavní sovětské karabiny SKS z poloviny 20. století

Bajonet vznikl pravděpodobně v 17. století ve Francii, původně nejspíše zastrčením nože do hlavně pušky, kdy při tehdy používaných nepříliš spolehlivých mušketách dával svému držiteli možnost obrany proti útokům nepřátel. Zprávy o užití takovéhoto bodáku byly ve Francii zaznamenány již v roce 1647. Na druhou stranu, bajonet tohoto druhu vyřazoval i mušketu vojáka, který jím byl vybaven, a proto poměrně rychle dochází u francouzské pěchoty k zavedení bajonetu nasazovaného vedle hlavně. První pokusy s bajonetem nasazovaným vně hlavně provedla Francouzská armáda v roce 1678, ale neskončily úspěchem, protože bajonet nasazený pomocí prosté prstencové objímky na hlaveň muškety občas odpadl při výstřelu, anebo byl při bodání stlačován směrem od ústí hlavně.
Okolo roku 1687 se objevuje tulejový bajonet opatřený objímkou s výřezem tvaru „L“, do něhož zapadl kolíček na hlavni muškety a bajonet byl po nasazení na ni zajištěn pootočením. Je možné, že k tomuto vývoji došlo paralelně v Anglii i Francii a různé zdroje jej přisuzují buď generálu Hughu Mackayovi nebo maršálu Vaubanovi. Některé jednotky francouzské armády takové bajonety obdržely pravděpodobně již roku 1689 a koncem sedmnáctého století byl tento typ již široce rozšířen v armádách většiny evropských mocností.
Španělská armáda již začátkem 18. století experimentovala s bajonety výsuvnými nebo sklopnými, tvořícími integrální součást muškety, k jejichž rozšíření tehdy nedošlo, podobný princip byl však užit u některých zbraní vznikajících v polovině 20. století.
S jeho rozšířením rychle mizí dosud existující pluky pikenýrů, protože voják vybavený mušketou s bajonetem v sobě kumuloval kapacitu obou doposud se doplňujících druhů pěších vojsk. Zavedení bajonetu ovlivnilo i dosavadní taktiku nasazení vojsk – nejen umožnilo obranu střeleckých pluků v sevřeném útvaru proti jezdectvu, nýbrž ovlivnilo i vznik lineární bitevní taktiky, v níž frontální bodákový útok sevřených řad sehrával důležitou roli.
Délka bajonetu se postupem doby zvětšovala, někdy až do délky čepele přes 50 centimetrů a někteří vojevůdci, např. generalissimus hrabě Alexandr Vasiljevič Suvorov (známý svým výrokem: „Kulka je slepá, ale bajonet je moloděc.“) dávají přednost úderné síle linií bajonetů před palebnou silou mušket.
Bajonet se liší od bodáku zejména tím, že je na jedné či obou stranách (dle armády) naostřen.[zdroj⁠?!]
Bajonet si svou roli zachoval až do poslední třetiny 19. století, kdy s rozvojem palebné síly moderních střelných zbraní se staly bodákové útoky těžko proveditelnými a pouze za cenu těžkých ztrát. Přesto byly prováděny ještě během první světové války a v menších měřítkách i během druhé světové války a v pozdějších konfliktech, avšak bajonet během zákopových bojů první světové války postupně ztrácí na významu i délce. Bajonet si dodnes stále zachoval svou hodnotu jako zbraň pro střety na krátkou vzdálenost a je většinou armád stále používán i jako součást příslušenství moderních útočných pušek.